# Rhodacme filosa
Rhodacme filosa är en snäckart som först beskrevs av Conrad 1834.  Rhodacme filosa ingår i släktet Rhodacme och familjen Ancylidae. Inga underarter finns listade i Catalogue of Life.